# Mortes em junho de 2014
Mortes em 2014: ← Janeiro – Fevereiro – Março – Abril – Maio – Junho – Julho – Agosto – Setembro – Outubro – Novembro – Dezembro →
Esta é uma relação de pessoas notáveis que morreram durante o mês de junho de 2014, listando nome, nacionalidade, ocupação e ano de nascimento.

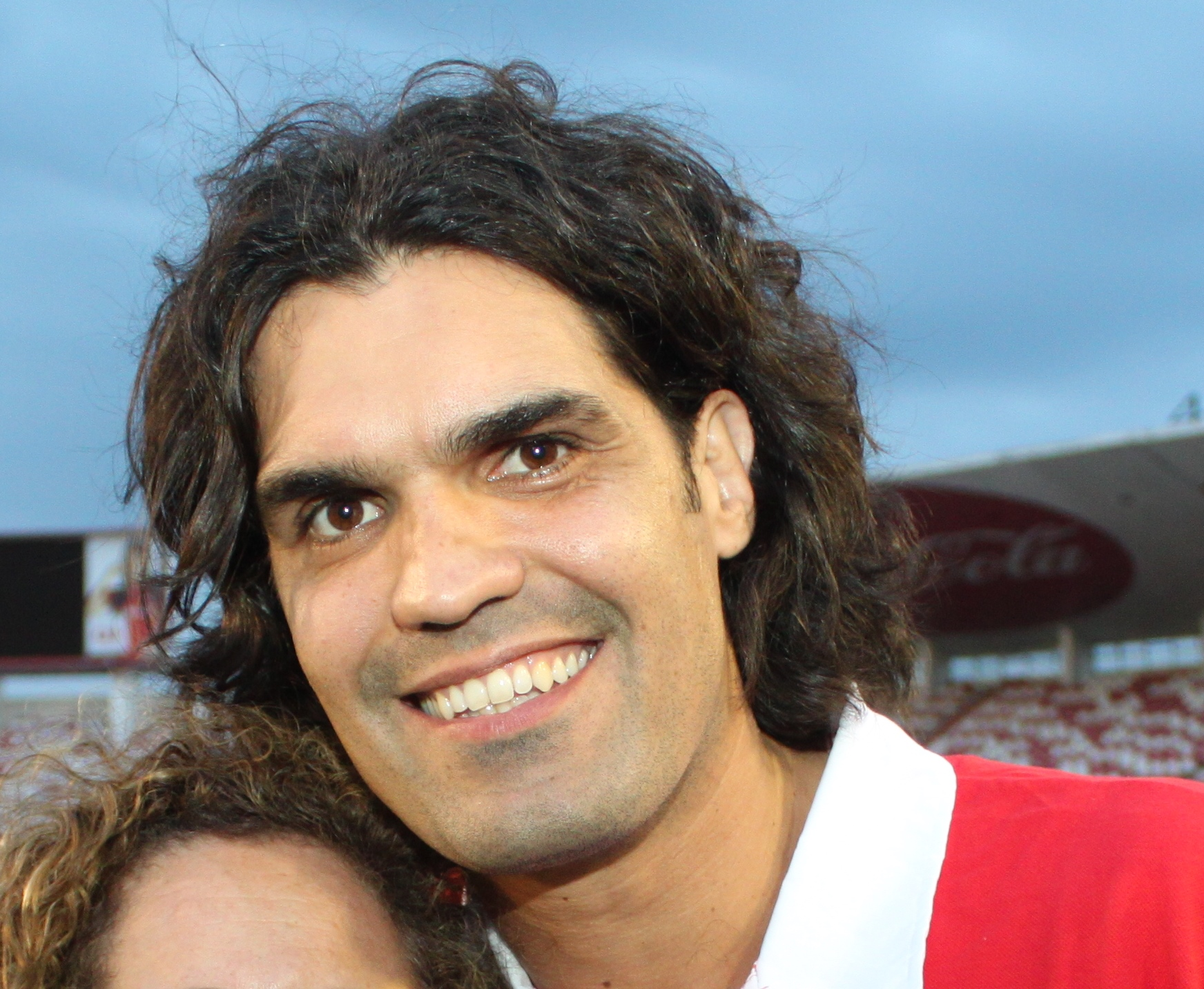
Fernandão, futebolista brasileiro.

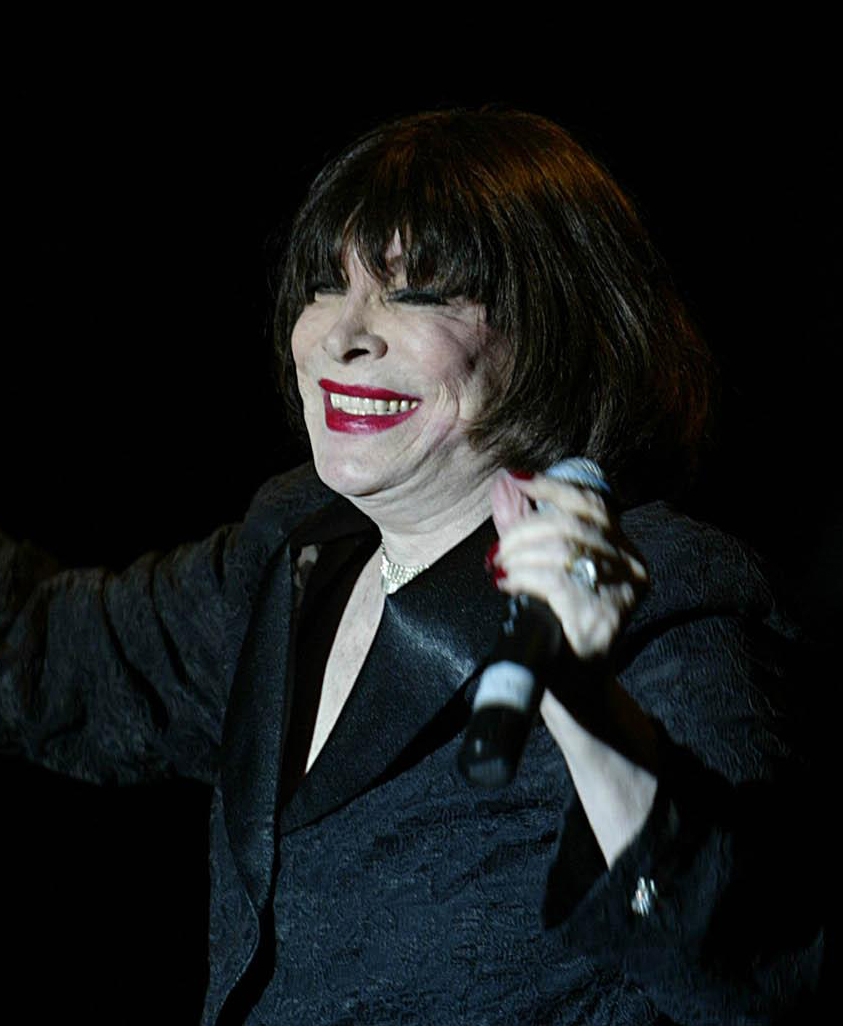
Marlene, cantora brasileira.

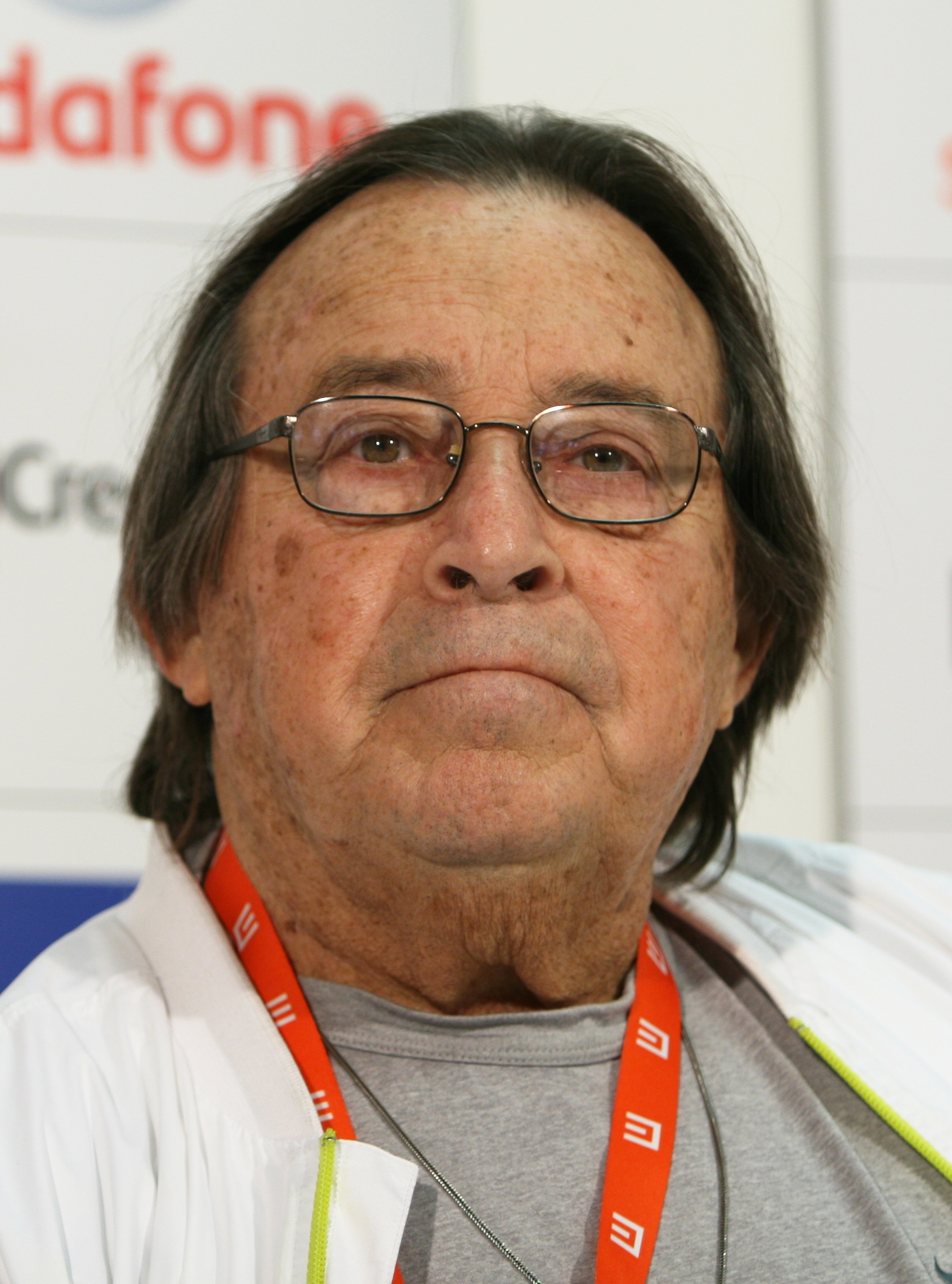
Paul Mazursky, ator e roteirista estadunidense.

| Dia | Nome                       | Profissão ou motivo de reconhecimento | País de nascimento     | Ano de nasc. | Ref           |
| --- | -------------------------- | ------------------------------------- | ---------------------- | ------------ | ------------- |
| 1   | Marinho Chagas             | Futebolista                           | Brasil                 | 1952         | [ 1 ]         |
| 1   | Antonio Rada               | Futebolista                           | Colômbia               | 1937         | [ 2 ]         |
| 2   | Alexander Shulgin          | Químico                               | Estados Unidos/ Rússia | 1925         | [ 3 ]         |
| 2   | Duraisamy Simon Lourdusamy | Religioso                             | Índia                  | 1924         | [ 4 ]         |
| 3   | Virginia Luque             | Atriz                                 | Índia                  | 1927         |               |
| 4   | Neal Arden                 | Escritor                              | Índia                  | 1909         |               |
| 6   | Lorna Wing                 | Psiquiatra                            | Índia                  | 1928         |               |
| 7   | Fernandão                  | Futebolista e treinador               | Brasil                 | 1978         | [ 5 ]         |
| 7   | Hélcio Milito              | Percussionista                        | Brasil                 | 1931         | [ 6 ]         |
| 7   | Clara Schroth-Lomady       | Ginasta                               | Estados Unidos         | 1920         | [ 7 ]         |
| 8   | Katsura                    | Príncipe                              | Japão                  | 1948         | [ 8 ]         |
| 9   | Rik Mayall                 | Ator e escritor                       | Inglaterra             | 1958         | [ 9 ]         |
| 9   | Jorge Scaff                | Técnico de futebol e político         | Brasil                 | 1928         | [ 10 ]        |
| 9   | Bernard Agré               | Religioso                             | Costa do Marfim        | 1926         | [ 11 ]        |
| 10  | Marcello Alencar           | Político                              | Brasil                 | 1925         | [ 12 ]        |
| 11  | Rafael Frühbeck de Burgos  | Maestro                               | Espanha                | 1933         | [ 13 ]        |
| 11  | Max Nunes                  | Humorista                             | Brasil                 | 1922         | [ 14 ]        |
| 11  | Ruby Dee                   | Atriz                                 | Estados Unidos         | 1922         | [ 15 ]        |
| 13  | Gyula Grosics              | Futebolista                           | Hungria                | 1926         | [ 16 ]        |
| 13  | Marlene                    | Cantora                               | Brasil                 | 1922         | [ 17 ]        |
| 14  | Sam Kelly                  | Ator                                  | Inglaterra             | 1943         | [ 18 ]        |
| 14  | Tico                       | Futebolista                           | Brasil                 | 1977         | [ 19 ]        |
| 15  | Moise Safra                | Banqueiro e filantropo                | Líbano/ Brasil         | 1935         | [ 20 ] [ 21 ] |
| 15  | Casey Kasem                | Ator, locutor e dublador              | Estados Unidos         | 1932         | [ 22 ]        |
| 17  | Jorge Romo                 | Futebolista                           | Cuba/ México           | 1923         | [ 23 ]        |
| 18  | Horace Silver              | Pianista de jazz                      | Estados Unidos         | 1928         | [ 24 ]        |
| 18  | Tércio Pacitti             | Engenheiro                            | Brasil                 | 1928         | [ 25 ]        |
| 18  | Stephanie Kwolek           | Química                               | Estados Unidos         | 1923         | [ 26 ]        |
| 19  | Ibrahim Touré              | Futebolista                           | Costa do Marfim        | 1985         | [ 27 ]        |
| 20  | Oberdan Cattani            | Futebolista                           | Brasil                 | 1919         | [ 28 ]        |
| 21  | Rose Marie Muraro          | Escritora                             | Brasil                 | 1930         |               |
| 24  | Antônio Gilberto Maniaes   | Futebolista e treinador               | Brasil                 | 1962         | [ 29 ]        |
| 24  | Eli Wallach                | Ator                                  | Estados Unidos         | 1915         | [ 30 ]        |
| 25  | Salwa Bughaighis           | Política                              | Estados Unidos         | 1963         |               |
| 26  | Moacyr José Vitti          | Arcebispo católico                    | Brasil                 | 1940         | [ 31 ]        |
| 27  | Leslie Manigat             | Ex-presidente                         | Haiti                  | 1930         | [ 32 ]        |
| 27  | Bobby Womack               | Cantor                                | Estados Unidos         | 1944         | [ 33 ]        |
| 30  | Paul Mazursky              | Cineasta e ator                       | Estados Unidos         | 1930         | [ 34 ]        |
| 30  | Pierre Bec                 | Poeta e linguista                     | França                 | 1921         | [ 35 ]        |